# Bundschließe

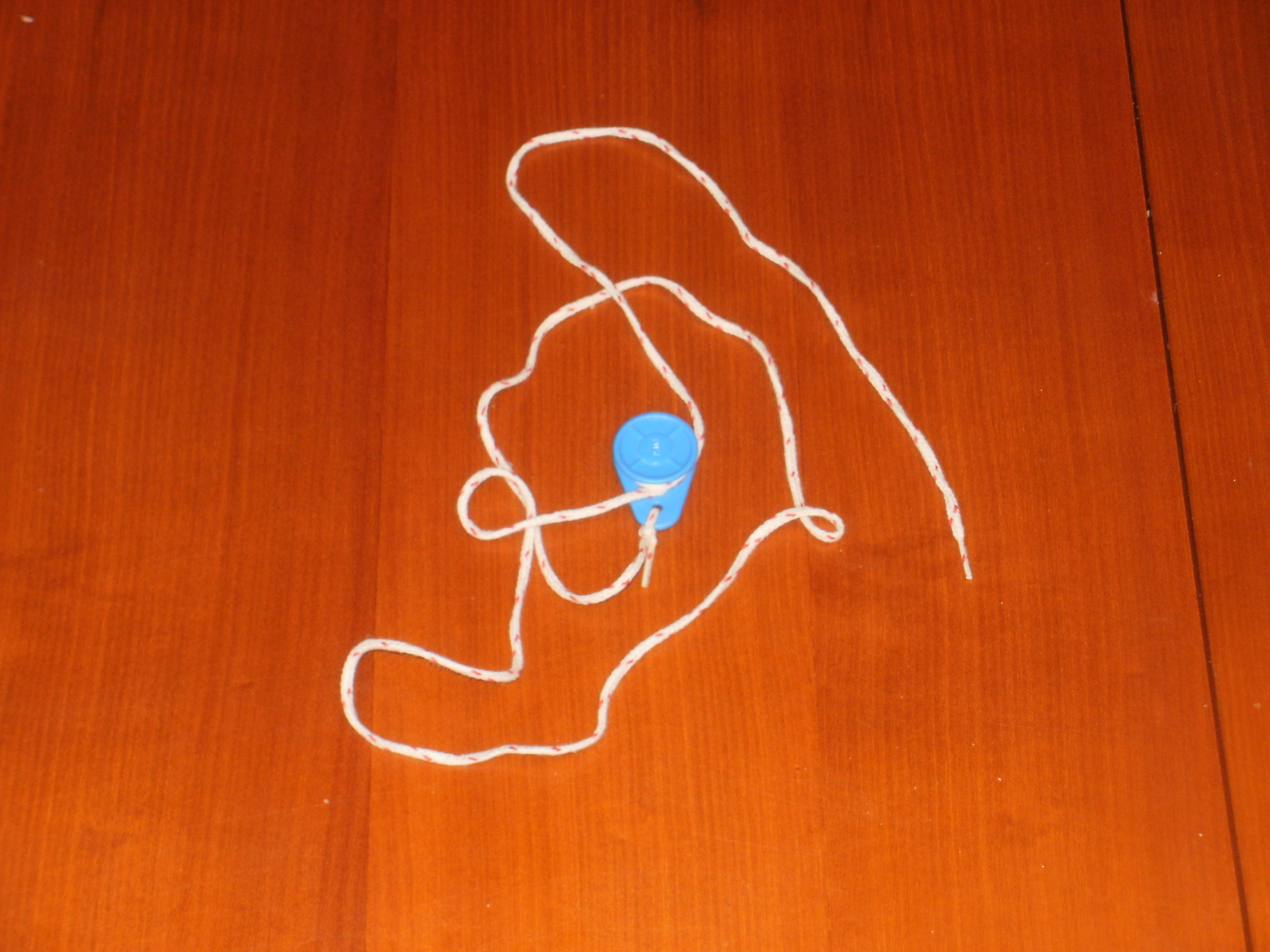
Eine Bundschließe

Die Bundschließe ist eine Kordel mit einer runden Schließe, die beim Austragen von Briefen zum Zusammenschnüren von Briefbunden verwendet wird. 

## Beschreibung
Die Kordel einer Bundschließe ist etwa einen Meter lang. Um das Ausfransen zu verhindern, ist sie am losen Ende wie ein Schnürsenkel mit einer Benadelung aus Kunststofffolie versehen. Bei der Schließe handelt es sich um ein rundes Kunststoffplättchen von 2,5 Zentimeter Durchmesser und sechs Millimeter Höhe, das am äußeren Rand um mehrere Millimeter eingekerbt ist, so dass die Kordel daran durch Umwickeln befestigt werden kann.

## Verwendung

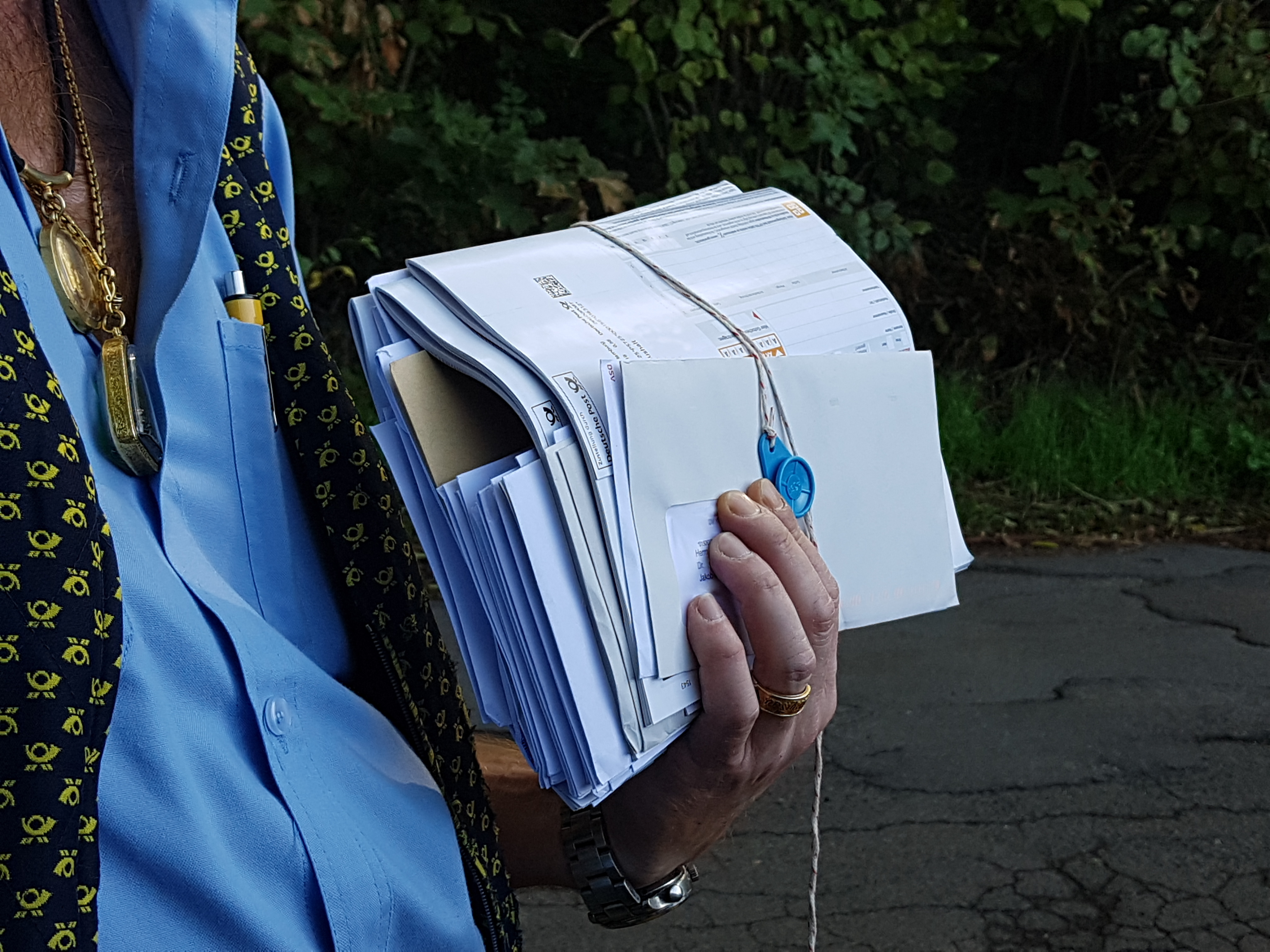
Mit Bundschließe verschnürter Briefbund, Deutschland 2019

Vor der Zustellung teilt der Zusteller oder die Zustellerin die nach Gangfolge sortierte Post des Bezirks in handliche Briefbunde auf. Diese Briefbunde werden dann jeweils mit Bundschließen zusammengeschnürt, indem die Schnur fest um den Bund gewickelt und diese dann durch Wickeln des losen Endes um das gekerbte Plättchen fixiert wird. Ordentlich ausgeführt ist solch ein Bund fest verschnürt und lässt sich trotzdem mit nur einem Zug wieder öffnen. Neben der Bundschließe kommt für diese Aufgabe heute auch das Gummiband zum Einsatz.